# Kylie + Garibay
Kylie + Garibay es el segundo extended play colaborativo por la cantante australiana Kylie Minogue y Fernando Garibay. Fue lanzado el 11 de septiembre de 2015 por Parlophone.

## Contexto
En marzo de 2014, Minogue lanzó su duodécimo álbum de estudio, Kiss Me Once, a través de Parlophone y Warner Music Group, el cual fue su primer álbum con Roc Nation después de cortar caminos con su representante Terry Blamey, quien la administró desde 1987. Se embarcó en su gira de concierto Kiss Me Once Tour, y lo completó a finales de marzo el año siguiente.
En enero de 2015, Minogue apareció como un vocalista invitada en el sencillo "Right Here, Right Now" de Giorgio Moroder. Para ese entonces, el contrato de Minogue con Parlophone finalizó, dejando sus futuros lanzamientos musicales con Warner Music Group en Australia y Nueva Zelanda. El mismo mes, ella se separó de Roc Nation "para tomar más control de su carrera".

## Desarrollo y composición
Kylie + Garibay es el segundo álbum que Minogue tiene con el productor mexicano-estadounidense Fernando Garibay e inició su producción en febrero de 2015. El primer álbum que tuvo con Garibay  fue Sleepwalker que sirvió como material promocional para Kiss Me Once Tour. Después de finalizar la gira y grabar el dueto con Moroder, Minogue, junto a Garibay, solicitaron a Moroder para producir una pista para el EP. Moroder confirmó el trabajo para el EP a finalez de enero de 2015 durante una entrevista con el sitio web Idolator, donde aclaró: "ella está haciendo otro EP con su amigo Fernando que hizo la mayor parte de Born This Way de Lady Gaga". Él describió las canciones como "muy sensuales y no comerciales".
Originalmente programado con cuatro pistas, Kylie + Garibay incluye tres pistas: la primera canción "Black and White" incluye al cantante jaimicano Shaggy en esta canción con experimentos en garage británico y techno noventero. La seguna canción "If I Can't Have You", tiene como invitado al artista australiano Sam Sparro, y la tercera "Your Body" está producido por Giorgio Moroder. Todas las canciones fueron coescritas por Minogue. La tercera pista, "Your Body", incluye vocales por Moroder también. Más tarde, él comentó sobre la inclusión de su voz en la canción: "Ella me preguntó si podía poner un poco de diálogo en italiano en su música. Ella lo quería realmente sensual, como un amante latino -lleno de susurros. Creo que ella estuvo muy feliz. Ella me dijo: 'Debí trabajar contigo hace diez años atrás'." Christina Lee de Idolator, quien revisó la canción de un performance en vivo, dijo que la canción "es como el productor de músico electrónica describió: sensual, seductor y más ambiental."

## Promoción y liberación
Minogue interpretó la pista "Your Body" en un performance en concierto con Moroder como acto cumbre en Los Ángeles, California, en febrero de 2015. A pesar de separarse de Parlophone en marzo de 2015, Kylie + Garibay fue lanzado como un contrato de un solo álbum, y a través de Warner Music Group en diferentes tiendas digitales y Spotify. Este será el EP final de Minogue con Parlophone, mientras su último material será su álbum de Navidad a finales de 2015.

## Vídeo musical
Un vídeo acompañante para "Black and White" fue lanzado en el canal oficial de Minogue en YouTube. El vídeo estuvo dirigido por Katerina Jebb.

## Lista de canciones
| N.º | Título                                 | Escritor(es)                                          | Productor(es)   | Duración |  |
| 1.  | «Black and White» (con Shaggy)         | Kylie Minogue Fernando Garibay Whitney Phillips       | Garibay Moroder | 3:37     |  |
| 2.  | «If I Can't Have You» (con Sam Sparro) | Garibay Sparro Brian Lee                              | Garibay Moroder | 3:37     |  |
| 3.  | «Your Body» (con Giorgio Moroder)      | Jamie Hartman Minogue Phillips Garibay Max McElligott | Garibay Moroder | 5:07     |  |

## Personal
| Personal principal - Minogue – vocales principales, vocales de fondo - Fernando Garibay – producción - Giorgio Moroder - producción | Créditos de composición - Whitney Phillips - Jamie Hartman - Max McElligott - Minogue - Fernando |

Créditos adaptados del Australasian Actuando Asociación Correcta (ARPA).

## Historial de lanzamientos
| Región           | Fecha de lanzamiento     | Formato          | Etiqueta | Ref.        |
| ---------------- | ------------------------ | ---------------- | -------- | ----------- |
| En todo el mundo | 11 de septiembre de 2015 | Descarga digital |          | [ 8 ] [ 9 ] |